# Clayton Ince
Clayton Ince (født 12. juli 1972 i Arima, Trinidad og Tobago) er en fodboldspiller, som spiller for Walsall.